# 国鉄ワ10000形貨車
国鉄ワ10000形貨車（こくてつワ10000がたかしゃ）は、かつて日本国有鉄道（国鉄）に在籍した有蓋貨車である。本項では、改良型であるワ12000形および同形式の派生形式であるポ300形についても記述する。

## 概要
本形式は、1955年（昭和30年）に、国鉄工場において500両（ワ10000 - ワ10499）が製造された、10トン積二軸有蓋車である。製造の状況は次のとおりである。
- 盛岡工場 （ワ10000 - ワ10129）130両
- 土崎工場 （ワ10130 - ワ10199）70両
- 新津工場 （ワ10200 - ワ10299）100両
- 長野工場 （ワ10300 - ワ10399）100両
- 大宮工場 （ワ10400 - ワ10449）50両
- 多度津工場 （ワ10450 - ワ10499）50両

本形式は、戦前に製造されたワ22000形の後継車にあたるものである。同形式の製造終了後は、15トン積みのワム23000形等が製造されてきたが、戦後不況の影響により、小型車の需要が高まったため、再び10トン積みで製造されたのが本形式である。その意味で、トム60000形無蓋車やテ1000形鉄製有蓋車、ツ4000形通風車と軌を一にする。また、本形式は、戦時中に大量に製造され、戦時輸送の終了により大量の余剰が発生していたトキ900形無蓋車の改造名義で一部の部品を流用して製造された。
本形式の基本構造はワ22000形と同様であるが、高さと幅を若干大きくし、容積を24.0m3から26.4m3に増大させている。また、走行の安定性向上を図るため、軸距を3,000mmから3,500mmに拡大した。車軸は改造種車と同様の12トン短軸で、軸ばね吊り（走り装置）は（一段）リンク式であり、最高運転速度は65km/hである。
貨物室には幅1,500mmの鋼製片引戸が1か所（片側）に設けられている。貨物室の寸法は、長さ5,750mm、幅2,300mm、高さ2,000mm、床面積13.2m2である。全長は6,700mm、全幅は2,500mm、全高は3,360mm、自重は8.3tとなった。貨物室内には厚さ20mmの木製の内張りが設けられており、外板との間に空間を設けた二重羽目構造となっている。側引き戸には2本の補強用リブがある。妻板の上部には、ワム23000形と同様の構造の鋼板プレス製の通風器が3つ設けられている。屋根は、鉄製の垂木に厚さ20mmの木製の屋根板を張り、防水布で覆った構造である。
空気ブレーキは、床下スペースが狭隘であることから、シリンダと空気溜めが分離したKD形とし、その中でも最小のKD180形が採用された。留置ブレーキは通常の側ブレーキだが、車端一杯に装備されている。自動連結器は並形上作用である。
1968年（昭和43年）10月1日国鉄ダイヤ改正で実施された貨物列車の速度向上では、車齢が新しいことから1967年（昭和42年）から1968年（昭和43年）にかけて残存の全車を対象に、走り装置の二段リンク式化改造が実施され、最高運転速度が75km/hに向上された。1968年（昭和43年）度末時点の在籍両数は498両であったが、1978年（昭和53年）頃から本格的な廃車が始まり、1982年（昭和57年）度に形式消滅となった。晩年は、ワ12000形とともに事業用（配給車や救援車）として使用されたものが多かった。

## ワ12000形
ワ12000形は、1956年（昭和31年）に国鉄工場において500両（ワ12000 - ワ12499）が製造された、10トン積二軸有蓋車である。製造の状況は次のとおりである。
- 盛岡工場 （ワ12000 - ワ12129）130両
- 土崎工場 （ワ12130 - ワ12259）130両
- 高砂工場 （ワ12260 - ワ12409）150両
- 多度津工場 （ワ12410 - ワ12499）90両

本形式はワ10000形の改良型であり、同形式の車軸を12トン長軸、走り装置を新製時から二段リンク式とし、最高運転速度を75km/hとしている。そのため、台枠側梁はワ10000形よりも外側に位置している。その他はワ10000形と同様であり、床面高さ（全高）が5mm上がり、自重が8.8トンに増した程度である。
1968年度末時点では全車が健在で、1980年（昭和55年）頃から本格的な廃車が始まり、1984年（昭和59年）度に形式消滅となった。

## ポ300形
ポ300形は、1955年（昭和30年）から1957年（昭和32年）にかけて、60両（ポ300 - ポ359）が既存車両の改造名義により製作された10トン積み陶器車である。外観・性能はワ12000形と同等で、1955年にトキ900形から20両（ポ300 - ポ319）が、1956年（昭和31年）および1957年（昭和32年）にワム1形から各20両（計40両。ポ320 - ポ359）が改造製作されたが、実態は部品の一部流用程度である。改造工事はすべて長野工場にて行われた。1971年（昭和46年）までに全車廃車となった。